# Gnokii
Gnokii – konsolowy program do komunikacji telefonu komórkowego z komputerem rozpowszechniany na licencji GNU GPL. Początkowo przewidziany do współpracy z telefonami firmy Nokia, obsługuje także nieliczne telefony innych firm. Pakiet dla systemu Linux zawiera również wersję okienkową Xgnokii.
Na bazie Gnokii 0.3.3_pre8 powstała niezależnie rozwijana wersja pod nazwą Mygnokii (która dała początek serii kolejnych projektów tego typu).